# Bảo đảm hậu cần quân sự Việt Nam
Bảo đảm hậu cần là tổng thể các hoạt động, biện pháp bảo đảm vật chất, bảo đảm sinh hoạt, bảo đảm quân y, thú y; công tác vận tải và một số mặt bảo đảm khác; một mặt của bảo đảm hoạt động tác chiến. Bảo đảm hậu cần là một trong những nhiệm vụ, nội dung cơ bản của công tác hậu cần.

## Lịch sử công tác bảo đảm hậu cần ở Việt Nam

### Trước Cách mạng tháng Tám
Bảo đảm hậu cần ở Việt Nam gắn liền với sự phát triển của Quân đội và sự phát triển kinh tế, xã hội của đất nước. Thời kì phương Bắc đô hộ, việc bảo đảm hậu cần cho các cuộc khởi nghĩa chủ yếu dựa vào dân làng và gia đình nghĩa quân, kết hợp với tự sản xuất lương thực, thực phẩm của nghĩa quân để bảo đảm. Thời kì đấu tranh giành độc lập và bảo vệ nhà nước phong kiến, việc bảo đảm hậu cần chủ yếu dựa vào nhà nước và nhân dân. Các triều đại phong kiến Việt Nam sử dụng nhiều hình thức, phương pháp nhằm bảo đảm hậu cần kịp thời, hiệu quả nhất cho Quân đội đánh địch. Từ việc chủ động dự trữ lương thực, thực phẩm trong nhân dân đến việc sử dụng quân lính về quê làm ruộng, thực hiện chế độ "ngụ binh ư nông" để tích lũy lương thực, thực phẩm. Trong giai đoạn trước Cách mạng Tháng Tám 1945, dưới sự lãnh đạo của Đảng, các đội viên tự vệ đã biết tự sản xuất và dựa vào sự tiếp tế của nhân dân để hoạt động. Điển hình là các đội du kích Bắc Sơn và du kích Nam Kì đã tự trang bị vũ khí và dựa vào nhân dân cung cấp lương thực, thực phẩm trong suốt quá trình khởi nghĩa.

### Trong Kháng chiến chống Pháp
Trong Kháng chiến chống Pháp, việc bảo đảm hậu cần Quân đội do lực lượng hậu cần Quân đội đảm nhiệm cùng với sự chi viện đắc lực của hậu cần nhân dân địa phương và hậu cần cơ sở. Về bảo đảm vật chất, việc cung ứng mọi nhu cầu của Quân đội chủ yếu vẫn dựa vào sự đóng góp của nhân dân. Riêng về thuế nông nghiệp 1951-1954, chỉ tính từ Liên khu 5 trở ra đã thu được 1.322.620 tấn thóc, cộng với thuế nông nghiệp thu bằng tiền ở các vùng còn bị địch tạm chiếm khoảng 1.500.000 tấn thóc. Dân công phục vụ chiến dịch (chỉ tính các chiến dịch lớn) đã có trên 1.700.000 lượt người tham gia, với trên 48.000.000 ngày công. Hậu cần QĐ đã tổ chức tiếp nhận lực lượng, phương tiện, vật chất của nhân dân để bảo đảm cho Quân đội đánh giặc. Theo quy mô và thời gian mở chiến dịch, khối lượng bảo đảm vật chất ngày càng lớn. Trong Chiến dịch Sông Thao (1949), khối lượng bảo đảm vật chất 164 tấn; Chiến dịch Thượng Lào (1953); Chiến dịch Điện Biên Phủ (1954). Trong các loại vật chất bảo đảm cho chiến dịch, lương thực, thực phẩm chiếm khối lượng lớn nhất; trong nhiều chiến dịch, lương thực, thực phẩm chiếm trên 95% tổng khối lượng vật chất.
Về bảo đảm quân y, chiến dịch quy mô ngày càng lớn, tính chất cuộc chiến càng quyết liệt thì số lượng thương binh trong chiến dịch ngày càng nhiều. Trong Chiến dịch Sông Thao mới có 243 thương binh; Chiến dịch Tây Bắc là 2.535 thương binh; đến Chiến dịch Điện Biên Phủ tăng lên 8.458 thương binh (không kể 1.234 thương binh trong thời kì chuẩn bị và trong các đợt tiến công lên Lai Châu, Thượng Lào). Tổ chức quân y chiến dịch ngày càng phát triển để đáp ứng yêu cầu tác chiến; ngay từ những trận chiến đấu đầu tiên của cuộc kháng chiến, quân y đã tổ chức các đội phẫu thuật bố trí ở tuyến sau chiến đấu của bộ đội. Trong các chiến dịch trước năm 1950, quân y thường tổ chức 2 tuyến: đội phẫu thuật ở phía trước và bệnh viện dân y (hoặc quân y) ở phía sau. Trong một số chiến dịch, ta đã tổ chức bệnh viện mặt trận làm tuyến sau cho các đội phẫu thuật; đến năm 1951, các đội điều trị chiến dịch lần đầu được tổ chức. Các đội điều trị chiến dịch trực tiếp chi viện hoặc làm tuyến sau cho quân y các đại đoàn. Việc chuyển thương binh từ hỏa tuyến về đội phẫu thuật trung đoàn hầu hết do dân công hỏa tuyến đảm nhiệm. Đến Chiến dịch Điện Biên Phủ, chiến đấu ở phía trước diễn ra ác liệt, việc chuyển thương từ hỏa tuyến về tuyến quân y trung đoàn do các đội tải thương của các trung đoàn đảm nhiệm; dân công chỉ chuyển thương binh từ các đội phẫu thuật trung đoàn về tuyến sau.
Về công tác vận tải, hầu hết các chiến dịch trong Kháng chiến chống Pháp sử dụng vận tải bộ và vận tải bằng phương tiện thô sơ là chủ yếu; vận tải bằng phương tiện cơ giới chỉ ở tuyến hậu phương; riêng Chiến dịch Điện Biên Phủ, vận tải cơ giới mới được sử dụng chủ yếu; nhưng vận tải bộ vẫn được sử dụng nhiều trên tất các tuyến của hậu cần chiến dịch. Trong Kháng chiến chống Pháp, việc Bảo đảm hậu cần quân đội có bước phát triển mới. Về bảo đảm vật chất, trong các chiến dịch nhỏ (lực lượng trên dưới 1.000 người, thời gian chiến dịch từ khi chuẩn bị đến khi kết thúc khoảng 3-4 tháng), lượng vật chất tiêu thụ nhìn chung không lớn (vd: Chiến dịch Đồng Xoài (1965); Chiến dịch Sa Thầy (1966), chủ yếu là lương thực, thực phẩm, đạn dược tiêu thụ chỉ vài chục tấn, chủ yếu là đạn bộ binh và đạn pháo mang vác.

### Trong Kháng chiến chống Mỹ
Sang thập niên 70 của Thế kỷ 20, trong Kháng chiến chống Mỹ, các chiến dịch tác chiến hiệp đồng binh chủng quy mô ngày càng lớn, sử dụng binh khí kĩ thuật ngày càng nhiều, nhu cầu bảo đảm vật chất hậu cần lớn, tỉ lệ giữa các loại vật chất đã thay đổi; đạn dược chiếm tỉ lệ cao hơn, khoảng 20%... phương tiện cơ giới sử dụng trong chiến dịch ngày càng nhiều, lượng xăng dầu cũng tiêu thụ nhiều, chiếm tỉ lệ khoảng 10%. Vật chất hậu cần bảo đảm cho Quân đội trên các chiến trường chủ yếu dựa vào các nguồn bảo đảm của hậu phương lớn miền Bắc chi viện (trong đó có nguồn viện trợ của nước ngoài) và khai thác tại chỗ ở chiến trường (trong vùng giải phóng và vùng địch tạm kiểm soát).
Về bảo đảm sinh hoạt, trong những chiến dịch thời kì đầu Kháng chiến chống Mỹ, việc bảo đảm sinh hoạt cho bộ đội gặp rất nhiều khó khăn, hầu hết vật chất bảo đảm cho nhu cầu sinh hoạt đều phải dựa vào khai thác tại chiến trường. Bộ đội phải tham gia sản xuất, trồng cây lương thực (chủ yếu là sắn). Đến những năm 70 của Thế kỷ 20, khi hệ thống giao thông vận tải chiến lược và chiến dịch phát triển, việc cung cấp lương thực, thực phẩm cho các đơn vị lực lượng vũ trang thuận lợi hơn.
Về bảo đảm quân y, trong một số chiến dịch tiến công quy mô nhỏ (lực lượng 2-3 trung đoàn bộ binh hoặc đến sư đoàn bộ binh tăng cường), tỉ lệ thương binh trung bình chiếm 8,5-8,9% quân số chiến đấu. Trong một số chiến dịch tiến công quy mô từ 2 sư đoàn bộ binh đến quân đoàn hoặc hơn, tỉ lệ thương binh trung bình chiếm 11-11,5% quân số chiến đấu. Lực lượng quân y chiến dịch thường gồm bệnh viện dã chiến, đội điều trị, đội phẫu thuật, đội vệ sinh phòng dịch, đội chuyển thương. Giai đoạn đầu cuộc kháng chiến, việc chuyển thương trong các chiến dịch hoàn toàn dựa vào dân công và thanh niên xung phong; ở chiến trường B2 đã sử dụng xe đạp thồ để chuyển thương binh. Khi mở được đường ô tô, việc chuyển thương chủ yếu dựa vào xe ô tô vận tải; một số chiến trường tổ chức cải tiến xe ô tô vận tải để chuyển thương binh.
Về công tác vận tải, thời gian đầu hoàn toàn dựa vào vận tải bộ, sau đó kết hợp với vận tải thô sơ (xe đạp thồ, thuyền). Hậu cần ở các chiến trường tổ chức các tiểu đoàn xe đạp thồ để chuyển thương binh, một số chiến trường sử dụng vận tải đường sông, nhất là ở đồng bằng sông Cửu Long. Khi mạng đường chiến dịch phát triển, vận tải cơ giới trở thành chủ yếu, nhưng ở một số tuyến hậu cần vẫn kết hợp vận tải cơ giới với vận tải thô sơ, sức người, vd: trong Chiến dịch Hồ Chí Minh (1975), hậu cần chiến dịch sử dụng 3.939 ô tô, nhưng vẫn phải sử dụng 1.756 xe đạp thồ và huy động 656 ghe, xuồng gắn máy và ca nô để vận chuyển vật chất tới các hướng tác chiến.

## Nhiệm vụ cơ bản Bảo đảm hậu cần
Nhiệm vụ cơ bản của bảo đảm hậu cần là bảo đảm kịp thời, đầy đủ, chính xác theo quy định về vật chất sinh hoạt, quân y, vận tải cho các lực lượng tác chiến hoàn thành nhiệm vụ, đồng thời tích cực chuẩn bị cho nhiệm vụ tiếp theo; tổ chức tiếp nhận và khai thác nguồn, duy trì và bổ sung các loại vật chất hậu cần quy định cho các lực lượng tham gia tác chiến, ưu tiên cho hướng (khu vực) chủ yếu, đơn vị làm nhiệm vụ chủ yếu; tổ chức bảo đảm sinh hoạt, vệ sinh phòng dịch, phòng độc, giữ gìn sức khỏe bộ đội; tổ chức cứu chữa, vận chuyển thương binh, bệnh binh theo phân cấp nhiệm vụ cho từng tuyến quân y, sẵn sàng xử trí khi có thương vong lớn; tổ chức vận tải vật chất, cơ động bộ đội nhanh chóng, an toàn, đúng quy định, đúng thời gian, địa điểm; tổ chức chỉ huy, chỉ đạo, quản lí chặt chẽ các hoạt động hậu cần và bảo vệ an toàn con người, phương tiện, vật chất hậu cần, duy trì khả năng bảo đảm liên tục cho tác chiến và sẵn sàng cho nhiệm vụ tiếp theo.

## Nguyên tắc Bảo đảm hậu cần
- Tích cực, chủ động, thường xuyên chuẩn bị sẵn sàng, lấy bảo đảm tác chiến thắng lợi làm mục tiêu.
- Phát huy sức mạnh tổng hợp của mọi lực lượng hậu cần, mọi nguồn bảo đảm trong và ngoài Quân đội, kết hợp bảo đảm tại chỗ với bảo đảm cơ động từ cấp trên và từ nơi khác đưa đến, chủ động bảo vệ, kiên quyết đánh địch để hoàn thành nhiệm vụ.
- Tổ chức quản lí chặt chẽ, phát huy có hiệu quả mọi vật chất, kĩ thuật, hậu cần; sử dụng lực lượng hậu cần tập trung, có trọng điểm, luôn có lực lượng dự bị, vừa phục vụ, vừa xây dựng, bảo đảm cho tác chiến liên tục, dài ngày.
- Cấp trên bảo đảm cho cấp dưới, mỗi cấp làm đúng chức năng, nhiệm vụ của mình; chỉ huy tập trung thống nhất, kịp thời, liên tục, nắm vững quyết tâm tác chiến, nắm vững trọng tâm bảo đảm.

## Nội dung Bảo đảm hậu cần
Nội dung Bảo đảm hậu cần gồmː bảo đảm vật chất, bảo đảm sinh hoạt, bảo đảm quân y và vận tải...
- Bảo đảm vật chất nhằm cung cấp vật phẩm cần thiết cho người và trang bị kĩ thuật hoạt động được liên tục. Trong bảo đảm vật chất phải quy định cụ thể nguồn bảo đảm, lượng dự trữ, lượng tiêu thụ, biện pháp bổ sung và thực hiện quản lí chặt chẽ vật chất hậu cần theo quy định. Bảo đảm sinh hoạt nhằm giữ gìn và tăng cường sức khỏe, giữ vững quân số khỏe.
- Bảo đảm sinh hoạt gồm: tổ chức ăn uống, mặc, ở cho bộ đội phù hợp với hoàn cảnh và nhiệm vụ trong công tác, huấn luyện và chiến đấu; bảo đảm ăn đủ tiêu chuẩn, đủ định lượng lương thực, thực phẩm, an toàn vệ sinh thực phẩm, phấn đấu ăn nóng và có lương thực, thực phẩm khô hoặc đã chế biến để dự trữ, sử dụng trong trường hợp tiếp tế khó khăn; có kế hoạch bảo đảm và dự trữ nước cho bộ đội, nhất là trong khu vực hiếm nước.
- Bảo đảm mặc phải căn cứ vào thời tiết để tổ chức cho bộ đội mang mặc các loại quân trang cần thiết, gọn, nhẹ và phù hợp với điều kiện công tác, chiến đấu. Cơ quan hậu cần hiệp đồng chặt chẽ với hậu cần khu vực phòng thủ địa phương bảo đảm nơi ngủ, nghỉ cho bộ đội.
- Bảo đảm quân y trong thời bình gồm các nội dung: điều trị dự phòng, vệ sinh phòng dịch, tiếp tế quân y, huấn luyện nghiên cứu khoa học kĩ thuật quân y; thời chiến gồm các nội dung: tổ chức cấp cứu, cứu chữa người bị thương, bị bệnh ở các tuyến; phối hợp với cơ quan vận tải, tổ chức vận chuyển thương binh, bệnh binh về nơi quy định đúng chỉ định, đúng kĩ thuật, nhanh chóng và an toàn; tổ chức cứu chữa gia súc bị thương, bị bệnh; tổ chức vệ sinh phòng bệnh, phòng dịch, phòng, chống chất độc, tẩy uế chiến trường.
- Công tác vận tải có nhiệm vụ vận chuyển vật chất, bộ đội, binh khí kĩ thuật, thương binh, bệnh binh và chiến lợi phẩm đến nơi quy định; tổ chức vận tải chặt chẽ, cân đối và chỉ huy tập trung thống nhất; kết hợp chặt chẽ với ngành giao thông vận tải nhà nước và địa phương, sử dụng linh hoạt phương thức, phương tiện và thời cơ vận chuyển; chủ động xây dựng kế hoạch chiến đấu và chiến đấu bảo vệ lực lượng vận tải.

## Mối quan hệ với hoạt động tác chiến
Bảo đảm hậu cần có mối quan hệ chặt chẽ với bảo đảm kĩ thuật trong xây dựng và hoạt động tác chiến của quân đội. Bảo đảm hậu cần là yếu tố quan trọng, là cơ sở để duy trì sức khỏe bền bỉ, dẻo dai cho bộ đội. Tuy nhiên, các phương tiện hậu cần muốn bảo đảm đủ số lượng, tốt về chất lượng, như phương tiện vận tải cơ giới, phương tiện làm đường, phương tiện xây dựng... phải thông qua bảo đảm kỹ thuật mới phát huy được hiệu quả.
Bảo đảm hậu cần ra đời và phát triển gắn liền với phương pháp tổ chức, sự hoàn thiện của phương tiện, tiềm lực kinh tế, pháp luật, cơ chế chính sách và phương pháp tiến hành đấu tranh vũ trang cũng như cơ cấu tổ chức ngành hậu cần.
Khả năng bảo đảm hậu cần phụ thuộc vào thực lực kinh tế, thể chế quân sự, hình thức quy mô tác chiến, trình độ khoa học kĩ thuật, vũ khí, trang bị, truyền thống dân tộc... của từng quốc gia.

## Bảo đảm hậu cần một số quốc gia
Bảo đảm hậu cần nước ngoài có những đặc thù riêng, phụ thuộc vào khả năng kinh tế, cơ cấu tổ chức Quân đội, truyền thống dân tộc của mỗi nước.
Trong Lực lượng vũ trang Trung Quốc, nội dung bảo đảm hậu cần chủ yếu là bảo đảm kinh phí vật tư, quân y, duy tu trang bị, giao thông vận tải, công trình hậu cần; với nguyên tắc dựa vào thực tế để đáp ứng nhu cầu, quân và dân kết hợp bảo đảm, tích cực, chủ động bảo đảm, bảo đảm có trọng điểm, thực hành tiết kiệm triệt để, coi trọng hiệu quả.
Trong Quân đội Nga, việc bảo đảm hậu cần thực hiện theo nguyên tắc chuẩn bị sẵn sàng, thường xuyên lực lượng và phương tiện hậu cần; tổ chức bảo đảm hậu cần phải phù hợp với kế hoạch tác chiến chiến dịch, nhiệm vụ đơn vị; ưu tiên và bảo đảm đầy đủ, kịp thời cho đơn vị cấp dưới; các đơn vị tự lực tối đa trong lĩnh vực hậu cần...
Bảo đảm hậu cần trong tương lai sẽ ứng dụng thành tựu khoa học công nghệ thông tin vào công tác bảo đảm hậu cần theo hướng tự động hóa, nhất thể hóa cao, đáp ứng yêu cầu của chiến tranh hiện đại.

## Một số câu nói
Chủ tịch Hồ Chí Minh từng căn dặn "Công việc cung cấp cũng quan trọng như việc trực tiếp đánh giặc trước mặt trận: Cung cấp đủ súng đạn, đủ cơm áo cho bộ đội thì bộ đội mới đánh thắng trận"; "Các chú phải làm thế nào một bát gạo, một đồng tiền, một viên đạn, một viên thuốc, một tấc vải, phải đi thẳng đến chiến sĩ. Đó là bổn phận của các chú"